# Перелік когнітивних упереджень

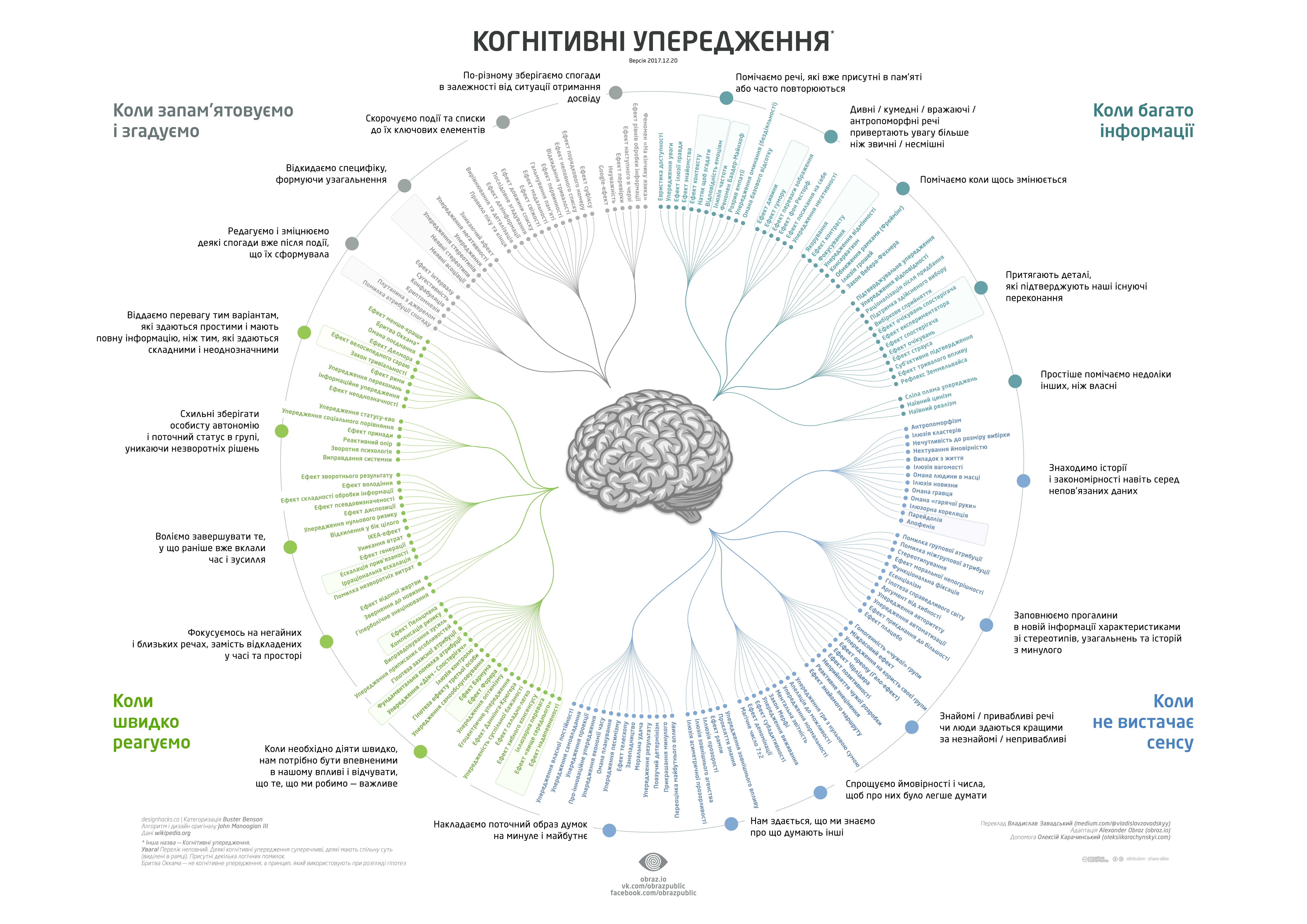
Когнітивні упередження можуть бути представлені у вигляді чотирьох категорій: коли багато інформації;
коли не вистачає сенсу; коли швидко реагуємо; коли згадуємо і запам'ятовуємо.

Аналогічне зображення, але у svg-форматі з посиланнями на статті чи частини статей Вікіпедії.

Когнітивні упередження — це тенденції думати певним чином, що можуть призвести до систематичних відхилень від стандарту раціональності або тверезого судження (чи здорового глузду). Часто вивчаються психологією та поведінковою економікою.
Хоча існування таких упереджень підтверджено відтворюваними дослідженнями, науковці все ще сперечаються щодо способів класифікації і пояснення упереджень. Деякі упередження є наслідками правил обробки мозком інформації, наприклад, розумові «спрямлення шляхів». Ці правила називаються евристикою і використовуються мозком при прийнятті рішень чи формуванні суджень. Упередження при судженнях чи прийнятті рішень також можуть виникати з мотивацій, наприклад коли переконання викривлені внаслідок прийняття бажаного за дійсне. Деякі упередження мають ряд когнітивних («холодних») або мотиваційних («гарячих») пояснень. При цьому обидва ефекти можуть бути присутні одночасно.
Також існує суперечка щодо того, чи є деякі упередження суто ірраціональними чи можливо позитивно впливають на ставлення або поведінку. Наприклад, коли люди знайомляться, часто ставлять одне одному прямолінійні запитання. Це може здаватись упередженим, бо за мету ставиться підтвердження уявлень про співрозмовника, що вже склалися. Такий приклад підтверджувального упередження деякими вченими подається як зразок соціальних навичок, а саме змоги встановити зв'язок з іншою людиною.
Дослідження упереджень переважно здійснюється на прикладі людей. Однак, опубліковані результати окремих досліджень на тваринах. Наприклад, гіперболічне дисконтування також спостерігалось у щурів, голубів та мавп.

## Когнітивні упередження (викривлення)

### Упередження при прийнятті рішень, формуванні переконань та поведінкові упередження
Багато з цих упереджень впливають на формування переконань, бізнесових та економічних рішень та людської поведінки в цілому. Вони створюються як відтворюваний результат специфічної умови — коли стикаються з певною ситуацією, відхилення від нормально очікуваного може характеризуватися:
| Назва                                                     | Опис |
| --------------------------------------------------------- | --- |
| Ефект неоднозначності                                     | Тенденція уникати варіантів, для яких відсутня інформація створює ефект «невідомої» ймовірності. Ефект був відкритий Даніелем Еллсбергом у 1961 р. Його експерименти (напр., з кульками в урнах) показали, що для багатьох ризик (відома ймовірність) та невизначеність (невідома ймовірність) — різні поняття. |
| Якорування або прив'язка чи фокусування                   | Тенденція занадто сильно покладатися, або «кидати якір», на одній рисі або шматку інформації при прийнятті рішень (як правило на першій інформації, яку ми отримуємо про цей предмет, або непов'язаної інформації, але отриманої незадовго до прийняття рішення).. Найчастіше ефект проявляється при прийнятті числових рішень і діє навіть, якщо людина знає про нього. Наприклад, ефект використовується у маркетингу для збільшення продаж (вказання обмеження — не більше Х товару в одні руки, або ціни за декілька товарів замість одного (навіть, якщо ціна за декілька товарів не несе знижки). |
| Упередження уваги                                         | На наше сприйняття впливають наші повторювані думки. |
| Евристика доступності                                     | Тенденція збільшувати ймовірність подій з більшою «доступністю» в пам'яті, на що може чинити вплив, як наскількі свіжі спогади чи наскільки незвичними чи емоційними вони є. |
| Каскад доступності                                        | Само-стверджуючий процес, у якому колективне переконання набуває все більшої достовірності через збільшення повторень у публічному обговоренні (або «повторюй щось достатньо довго і воно стане правдою»). |
| Ефект зворотнього результату                              | Коли люди реагують на негативні свідчення/докази посиленням своїх переконань, замість послаблення або перегляду. |
| Ефект приєднання до більшості                             | Тенденція робити (або вірити у) речі тому, що багато людей роблять (або вірять у) те саме. Пов'язане з груповим мисленням та поведінкою натовпу. |
| Омана базового відсотку або ігнорування базового відсотку | Тенденція ігнорувати базовий відсоток (тобто загальновідому, очевидну інформацію) та фокусуватися на специфічній інформації (яка стосується тільки особливого випадку). |
| Упередження переконань                                    | Ефект, коли оцінка логічності і сили аргументу засновується на тому, чи вірить людина у висновок (наскільки правильним він їй видається). |
| Сліпа пляма упереджень                                    | Тенденція бачити себе менш упередженим, ніж інші люди, або ідентифікувати в інших більше когнітивних упереджень, ніж у собі. |
| Ефект вболівальника                                       | Тенденція, коли людина здається більш привабливою у групі, ніж наодинці. |
| Упередження підтримки вибору                              | Тенденція пам'ятати свій вибір кращим, ніж він насправді був. |
| Ілюзія кластерів                                          | Тенденція сподіватися на більшу кількість невеликих смуг або кластерів у великих вибірках випадкових даних (тобто, бачити фантомні послідовності та малюнки). |
| Підтверджувальне упередження                              | Тенденція шукати, інтерпретувати, зосереджуватись та пам'ятати інформацію таким чином, що підтверджує попередні уявлення. |
| Упередження відповідності                                 | Тенденція тестувати гіпотезу виключно прямим тестуванням, замість тестування можливих альтернативних гіпотез. |
| Омана поєднання                                           | Тенденція припускати, що специфічні умови є більш ймовірними, ніж загальні. |
| Консерватизм або Регресивне упередження                   | Певний стан розуму, коли високі значення та імовірності переоцінюються, а низькі — недооцінюються. |
| Консерватизм (перегляд переконань) або Консерватизм Баєса | Тенденція недостатньо змінювати власні переконання при отриманні нових доказів.. Передбачається, що при отриманні нових доказів думки людей змінюються відповідно до послідовності, визначеною теореми Баєса, але з меншою інтенсивністю |
| Ефект контрасту                                           | Посилення або пригнічення певних спостережних стимулів, якщо вони порівнюються з нещодавно побаченим контрастним об'єктом. |
| Прокляття знання                                          | Коли краще поінформованим людям надзвичайно важко думати про проблему з точки зору менш поінформованих людей. |
| Ефект обманки                                             | Надання переваги опції A або B змінюється на користь опції B, коли з'являється опція C, схожа на B але не краща за неї. |
| Ефект деномінації                                         | Тенденція витрачати більше грошей, якщо вони деноміновані у менших значеннях (наприклад, копійках), ніж у більших (купюрах). |
| Упередження відмінності                                   | Тенденція бачити більше відмінностей між варіантами, оцінюючи їх разом на відміну від кожного поодинці. |
| Відкидання тривалості                                     | Відкидання (ігнорування) тривалості події при оцінці її значущості/впливу. |
| Розрив емпатії                                            | Тенденція недооцінювати вплив або силу почуттів, у собі або інших. |
| Ефект значущості                                          | Факт, що люди часто вимагають більше, щоб предмет віддати, ніж вони самі б сплатили за такий самий, але чужий предмет |
| Есенціалізм                                               | Поділ людей та речей на категорії відповідно до їх основних характеристик, незважаючи на відмінності. |
| Надмірне очікування                                       | У порівнянні з оцінкою, факти виявляються менш екстремальними ніж очікування (умовно зворотне до Консерватизму). |
| Упередження дослідника або упередження очікування         | Тенденція дослідників вірити, підтверджувати та публікувати дані, які узгоджуються з їхніми очікуваннями щодо дослідження, та не вірити, відкидати або принижувати значущість відповідних даних, які суперечать їхнім очікуванням від дослідження. |
| Обмеженість функцією                                      | Використання людиною предмету лише шляхом, яким він традиційно використовується. |
| Ефект фокусування                                         | Тенденція приділяти надмірної уваги лише одному аспекту події. |
| Ефект Форера або ефект Барнума                            | Спостереження, що люди дають високу оцінку правдивості описам своєї особистості, що подаються як створені спеціально для них, але насправді є досить розмитими і загальними, щоб стосуватися багатьох людей. Цей ефект надає часткове пояснення широкому сприйняттю переконань, вірувань та практик, як наприклад астрологія, гадання, графологія та деякі тестування особистості. |
| Обмеження рамками або Фреймінг                            | Досягнення різних висновків на основі тієї ж інформації в залежності від того, як і ким вона була представлена. |
| Ілюзія частоти                                            | Ілюзія, коли слово, назва чи інше, яке нещодавно спало до уваги, раптом видається таким, що дуже часто впадає в око (див.також ілюзія нещодавності). Розмовно, цей ефект відомий як Феномен Баадер-Майнхоф. |
| Омана гравця                                              | Тенденція думати, що на майбутню ймовірність мають вплив минулі події, хоча насправді вони не змінні. Випливає з неправильної концептуалізації Закону великих чисел. Наприклад, «Мені шість разів підряд випала решка, тому шанси, що при наступному підкиданні випаде орел, значно зросли.» |
| Ефект простого — складного                                | Засновуючись на конкретному рівні важності завдання, впевненість у судженнях є консервативною і недостатньо різкою. |
| Упередження погляду в минуле                              | Деколи також називається ефектом «я так і знав», і є схильністю бачити минулі події як передбачувані на час, коли такі події відбулися. |
| Ефект ворожих ЗМІ                                         | Тенденція бачити медіа-репортаж як упереджений людьми, які мають сильні власні протилежні переконання. |
| Омана "куй поки гаряче"                                   | Феномен «куй поки гаряче» є оманливим переконанням, що людина, яка щойно досягла успіху, має більші шанси на успіх у наступних спробах. |
| Гіперболічне дисконтування                                | Тенденція надавати більше перевагу негайним вигодам на протидію більш віддаленим у часі, і така тенденція зростає, чим більш ближчими до поточного моменту обидві вигоди є. Також відоме як «упередження поточного моменту» та пов'язано з динамічною непослідовністю. |
| Ефект відомої жертви                                      | Тенденція сильніше реагувати на нещастя однієї ідентифікованої людини ніж великої групи людей. |
| IKEA-ефект                                                | Тенденція надавати надмірної вартості предметам, до яких людина доклала руку (напр., збирання складаних меблів IKEA) незалежно від якості кінцевого результату. |
| Ілюзія контролю                                           | Тенденція переоцінювати міру свого впливу на зовнішні події. |
| Ілюзія вагомості                                          | Переконання, що додатково отримана інформація надає додаткові значущі дані для прогнозів, навіть коли це очевидно не так. |
| Ілюзорна кореляція                                        | Неправильні висновки щодо наявності відносин між двома непов'язаними подіями. |
| Упередження впливу                                        | Тенденція переоцінювати тривалість або інтенсивність впливу майбутнього емоційного стану. |
| Інформаційне упередження                                  | Тенденція шукати інформацію, навіть коли вона ніяк не може вплинути на дію. |
| Нечутливість до розміру вибірки                           | Тенденція недооцінювати варіативність у невеликих вибірках. |
| Ірраціональна ескалація                                   | Феномен, коли люди обґрунтовують підвищений інтерес до рішення на основі раніше понесених витрат, незважаючи на нові докази, що рішення було ймовірно неправильним. Також відома як "омана неповоротних витрат". |
| Гіпотеза справедливого світу                              | Бажання вірити, що світ фундаментально справедливий, що спричиняє здатність раціоналізувати навіть найбільш жахливу несправедливість як «заслужену» її жертвою. |
| Ефект менше-краще                                         | Тенденція обирати менший набір (або предмет/набір меншої вартості) замість більшого, якщо вони оцінюються не разом, а окремо. |
| Уникнення втрат                                           | «почуття втрати при необхідності віддати предмет є більшим ніж оцінка його корисності при придбанні». (див. також ефект неповоротних втрат). |
| Ефект знайомства                                          | Тенденція надавати перевагу речам лише через те, що вони людині знайомі. |
| Ілюзія грошей                                             | Тенденція концентруватись на номінальній вартості, а не купівельній спроможності грошей.. Наприклад, люди не звертають уваги на фактичне зниження своєї платоспроможності при незначному зростанні індексу споживчих цін або переглядають ціну контракту на інфляцію не постійно, а лише час від часу при незначній інфляції. |
| Ефект моральної переваги                                  | Тенденція до більшої упередженості у людей з відомою історією неупереджених ставлень. |
| Ефект негативності                                        | Тенденція при оцінці причин поведінки особи, яка не подобається, відносити позитивну поведінку на дію обставин, а негативну поведінку — на їхню природу. Або тенденція молоді більш негативно описувати інших. Є зворотнім до ефекту позитивності. |
| Упередження негативності                                  | Психологічний феномен, коли люди краще пам'ятають негативні події, аніж позитивні. |
| Відкидання ймовірності                                    | Тенденція повністю відкидати ймовірність при прийнятті рішень в умовах непевності. |
| Упередження нормального перебігу                          | Відмова планувати або навіть реагувати на нещастя, яке раніше не відбувалось. |
| Ілюзія частотності                                        | Ефект, коли раптом помічаються речі (події), які до того не помічались, і робиться неправильний висновок про зростання частоти їх появи. |
| Ефект очікувань спостерігача                              | Коли дослідник очікує певний результат та, відповідно, підсвідомо маніпулює експериментом або неправильно інтерпретує дані для отримання бажаного результату (див.також ефект очікувань предмету). |
| Упередження оминання                                      | Тенденція оцінювати шкідливі дії як гірші, ніж аналогічно шкідливу бездіяльність.. Наприклад, ненадання допомоги при пораненні оцінюється значно легше, ніж активні дії, які спричинили поранення. |
| Упередженість оптимізму                                   | Тенденція бути надмірно оптимістичним, переоцінюючи сприятливий результат події (див.також прийняття бажаного за дійсне, ефект валентності). |
| Ефект страуса                                             | Ігнорування очевидної (негативної) ситуації. |
| Упередження результату                                    | Тенденція оцінювати рішення за його кінцевим результатом замість якості самого рішення на дату його прийняття. |
| Ефект надмірної впевненості                               | Надмірна впевненість у власних відповідях на питання. Наприклад, дослідження показало, що при деяких запитаннях, у відповіді на які учасники були на «99% впевнені», насправді правильними виявилися лише 40%. |
| Парейдолія                                                | Непевний та випадковий стимул (часто образ або звук) сприймається як значущий, напр., бачити тварин або обличчя у хмарах, обличчя на місяці, та чути неіснуючі таємні послання при програванні платівок задом наперед. |
| Упередження песимізму                                     | Тенденція деяких людей, особливо тих, що страждають на депресію, переоцінювати ймовірність того, що з ними стануться негативні речі. |
| Омана планування                                          | Тенденція недооцінювати час, потрібний на виконання завдання. |
| Раціоналізація після придбання                            | Тенденція переконувати себе раціональними аргументами, що якась покупка була вдалою. |
| Про-інноваційне упередження                               | Надлишковий оптимізм щодо інновації чи винаходу або їх корисності для суспільства, часто на фоні нездатності побачити їх обмеження та недоліки. |
| Ефект псевдо-впевненості                                  | Тенденція приймати рішення з малим ризиком, якщо очікуваний результат позитивний та більш ризиковані рішення для уникнення негативного результату. |
| Реактивний опір                                           | Бажання робити всупереч тому, що від людини хочуть, викликане потребою спротиву уявній спробі обмежити її свободу вибору (див.також Зворотня психологія). |
| Реакційне знецінення                                      | Знецінення пропозицій лише тому, що вони ймовірно виникли у супротивника. |
| Ілюзія нещодавності                                       | Ілюзія, що слово або мова є недавнім винаходом, хоча насправді це не так (див.також #ілюзія частоти). |
| Упередження витримки                                      | Тенденція переоцінювати власну витримку, а саме здатність не піддаватись на спокусу. |
| Ефект "рима як підстава"                                  | Римовані твердження сприймаються як більш правдиві. |
| Компенсація ризику / Ефект Пельцмана                      | Тенденція до більшого ризику в міру зростання відчуття безпеки. |
| Селективне сприйняття                                     | Вплив очікувань на сприйняття. |
| Ефект Земмельвейса                                        | Тенденція відкидати нові докази, що суперечать парадигмі. |
| Упередження соціального порівняння                        | Тенденція при наймі працівників, надавати перевагу тим, чиї переваги не конкурують з твоїми. |
| Упередження соціальної бажаності                          | Тенденція надмірно повідомляти про власні соціально-привабливі характеристики і поведінку та приховувати соціально-непривабливі. |
| Упередження статусу-кво                                   | Тенденція радіти тому, що речі лишаються приблизно тими самими (див.також ефект накопичення, уникнення втрат, системне виправдання). |
| Стереотипування                                           | Очікування, що член групи матиме певні характеристики на основі характеристик групи, без наявності будь-якої інформації про нього. |
| Ефект субадитивності                                      | Тенденція оцінювати ймовірність цілого як меншу, ніж сума ймовірності його частин. |
| Суб'єктивне підтвердження                                 | Уявлення, що щось є правдою, якщо переконання особи вимагають, щоб воно було правдою. Також надає уявних зв'язків між випадковостями. |
| Упередження виживання                                     | Концентрування на людях або речах, які «пережили» якійсь процес, та не звертання уваги на ті, що не «пережили», оскільки вони широко не відомі. |
| Упередження економії часу                                 | Недооцінка часу, який може бути зекономлений (або втрачений) при збільшенні (або зменшенні) при відносно низькій початковій швидкості та переоцінка часу, який може бути зекономлений (або втрачений) при збільшенні (або зменшенні) при відносно високій початковій швидкості. |
| Упередження одиниці                                       | Бажання завершити окрему одиницю або завдання. Найбільш сильний ефект на споживання їжі (напр.доїсти шматочок/страву, навіть коли вже наївся). |
| Ефект знайомого маршруту                                  | Недооцінка тривалості пересування знайомим маршрутом та переоцінка часу на такий самий по довжині незнайомий або менш знайомий. |
| Упередження нульового ризику                              | Надання переваги зменшенню малого ризику до нуля замість зменшення великого ризику на більшу величину. |
| Евристика нульової суми                                   | Інтуїтивна оцінка ситуації як нульової суми (тобто, виграш і програш пов'язані). Має коріння у грі з нульовою сумою в теорії ігор, де виграші та програші додаються в нуль. Частота, з якою виникає це упередження може бути пов'язана з такою особистою якістю людей як орієнтація соціального домінування. |

### Соціальні упередження
Більшість з цих упереджень є упередженнями атрибуції.
| Назва                                                  | Опис |
| ------------------------------------------------------ | --- |
| Упередження актор-спостерігач                          | Тенденція при поясненні поведінки інших людей надмірно наголошувати вплив їх особистості і зменшувати вплив їх ситуації (див.також Фундаментальна помилка атрибуції), а для пояснень власної поведінки робити навпаки (тобто, наголошувати на ситуації та зменшувати вплив власної особистості).                             |
| Гіпотеза захисної атрибуції                            | Покладання все більшої вини на винуватця в міру погіршення наслідків події або в міру зростання особистої або ситуативної схожості з жертвою. |
| Ефект Даннінга — Крюґера                               | Ефект, коли некомпетентні люди не можуть зрозуміти, що вони некомпетентні, оскільки в них відсутні знання, які б дозволили розрізнити компетентність і некомпетентність. Справжня компетенція може знизити самовпевненість, оскільки компетентна людина може хибно припускати, що інші мають аналогічний рівень компетенції. |
| Упередження егоцентризму                               | Коли людина приписує собі більшу відповідальність за результат групи ніж це зробив би зовнішній спостерігач. |
| Упередження зовнішнього впливу                         | Виняток до «фундаментальної похибки атрибуції», коли люди розглядають інших як таких, що мають (ситуаційні) зовнішні впливи, і (диспозиційні) внутрішні мотиви для себе. |
| Ефект хибного консенсусу                               | Тенденція до переоцінки того, наскільки інші з нами погоджуються. |
| Ефект Форера (він же — ефект Барнума)                  | Тенденція людини надавати оцінку високої точності опису своєї особистості, що начебто був підготовлений спеціально для неї, але насправді є достатньо розмитим та загальним для застосування до більшості людей. Дуже поширена ілюстрація — віра у гороскоп.                                                                 |
| Фундаментальна помилка атрибуції                       | Тенденція перебільшувати вплив пояснень, заснованих на особистих характеристиках, при поясненні поведінки інших, та применшувати роль та силу впливу ситуації на ту саму поведінку (див.також упередження актор-спостерігач, помилка групової атрибуції, ефект позитивності, ефект негативності).                            |
| Помилка групової атрибуції                             | Упереджене переконання, що характеристики окремого члена групи відповідають характеристиці групи в цілому або тенденція передбачати, що результати групового рішення відповідають преференціям членів групи, навіть коли доступна інформація, яка стверджує протилежне.                                                      |
| Гало-ефект (ефект ореолу)                              | Тенденція «перетікання» позитивних або негативних характеристик людини з однієї частини їх особистості до іншої у судженнях інших людей (див.також упередження фізичної привабливості). |
| Ілюзія асиметричної прозорливості                      | Люди думають, що розуміють інших краще, ніж інші — їх самих. |
| Ілюзія зовнішнього впливу                              | Коли люди вбачають самостійно створені вподобання як спричинені прозорливими, ефективними та добрими агентами |
| Ілюзія прозорості                                      | Люди переоцінюють здатність інших їх знати і свою здатність знати інших. |
| Ілюзорна перевага (ілюзорна зверхність, ефект вищості) | Переоцінка своїх гарних, привабливих, якостей і недооцінка поганих, непривабливих, у порівнянні з іншими людьми. (Також відома як «ефект „кращий, ніж в середньому“» та ін.). |
| Упередження "моєї" групи                               | Тенденція надавати краще ставлення до людей, які сприймаються членами своєї групи. |
| Феномен справедливого світу                            | Віра в те, що світ справедливий, а отже люди «отримують те, що заслужили» (напр., це часто призводить до звинувачення жертви у нападі на неї). |
| Моральна вдача                                         | Тенденція надавати більшої або меншої моральності події в залежності від її результату. |
| Наївний цинізм                                         | Очікування, що «егоцентричне упередження» більш сильне в інших, аніж в собі |
| Наївний реалізм                                        | Переконання, що ми бачимо реальність як вона є — об'єктивно і без упередження; що факти очевидні всім; що раціональні люди мають з нами погодитися; і що ті, що не погоджуються є непоінформованими, лінивими, ірраціональними або упередженими.                                                                             |
| Гомогенність "чужої" групи                             | Людина сприймає членів своєї групи як відносно більш різноманітних, ніж учасників інших груп. |
| Проєкція                                               | Тенденція підсвідомо думати, що інші (або ми-майбутні) поділяємо наші поточні емоційні стани, думки та цінності. |
| Упередження корисливості                               | Тенденція приймати більшу відповідальність за успіхи, а не поразки. Також може маніфестуватись у тенденції людей оцінювати двозначну інформацію в своїх інтересах. |
| Упередження поширеної інформації                       | Тенденція групи витрачати більше часу та енергії на обговорення інформації, яка відома всім учасникам групи (тобто поширеної інформації), і менше — на обговорення інформації, яка відома тільки декому з групи (непоширена інформація).                                                                                     |
| Системне виправдання                                   | Тенденція захищати і підтримувати статус-кво. Надається перевага наявній соціальній, економічній та політичній ситуації, а альтернативи відкидаються, деколи навіть на шкоду інтересам людини і групи. (Див.також «упередження статусу кво».)                                                                                |
| Упередження приписування рис                           | Тенденція бачити в собі більше граней особистості, поведінки, настрою, а інших людей вважати набагато більш передбачуваними у своїх особистісних рисах у різних ситуаціях. |
| Помилка фінальної атрибуції                            | Схоже до «фундаментальної помилки атрибуції», у цій помилці людина з більшою ймовірністю здійснить внутрішню атрибуцію до групи в цілому, а ніж до окремих людей всередині групи. |
| Ефект "гірше ніж середній"                             | Тенденція недооцінювати себе в порівнянні з іншими при виконанні складних завдань. |
| Самопринизливе упередження                             | Приписування успіху зовнішнім чинникам, а поразку - внутрішнім. |

### Помилки та упередження пам'яті
У психології та когнітивній науці, упередження пам'яті — це когнітивне упередження, яке покращує або погіршує пригадування спогаду (або шанси, що він взагалі буде пригаданий, або час, якій буде витрачено на пригадування, або і те, й інше), або змінює зміст цього спогаду. Існує багато упереджень пам'яті, включно з такими:
| Назва                                                             | Опис |
| ----------------------------------------------------------------- | --- |
| Ефект дивини                                                      | Дивина запам'ятовується краще, ніж звичайний матеріал. Існування та напрямок впливу цього упередження підтримується не всіма дослідниками. |
| Підтримка здійсненого вибору                                      | Виставлення свого минулого вибору (заднім числом) як більш інформованого та обґрунтованого, ніж він був на час здійснення. |
| Амнезія дитинства                                                 | Мінімальна кількість спогадів щодо періоду життя до 4-х років. |
| Консерватизм або Регресивне упередження                           | Тенденція пригадувати високі вартості і високі ймовірності/частоту нижчими, ніж вони насправді були, а низькі — вищими, ніж вони насправді були. У порівнянні з фактами, спогади недостатньо екстремальні. |
| Упередження постійності                                           | Неправильне пригадування свого минулого ставлення та поведінки як таких, що нагадують поточне ставлення та поведінку. |
| Ефект контексту                                                   | Мислення та спогади залежать від контексту, таким чином, що спогади поза контекстом важче пригадати, ніж ті, що в поточному контексті (тобто, робочі спогади краще пригадуються на роботі, а домашні — вдома) |
| Ефект іншої раси                                                  | Складність людей однієї раси відрізняти людей іншої раси. |
| Криптомнезія                                                      | Форма «помилкової» атрибуції, коли спогад вважається вигадкою, оскільки відсутній суб'єктивний досвід, що це спогад. |
| Упередження егоцентризму                                          | Пригадування минулого у вигідному для себе світлі, напр., оцінку на іспиті кращою, ніж вона була, або спійману рибу більшою ніж насправді. |
| Зникаючий афект                                                   | Упередження, у якому емоція, яка асоціюється зі спогадами про неприємні події, тане більш швидко, ніж асоційована з позитивними подіями. |
| Вигадка                                                           | Форма «неправильної атрибуції», коли вигадка хибно сприймається як спогад. |
| Ефект генерації (Ефект самогенерації)                             | Інформація, створена самою людиною, запам'ятовується найкраще. Наприклад, люди краще пригадували власні твердження, ніж аналогічні інших людей. |
| Google-ефект                                                      | Тенденція легко забувати інформацію, яка елементарно знаходиться Інтернет-пошуковиками. |
| Ефект тетріса                                                     | Концентрування увагу над активністю навіть поза її межами, що проявляється у сновидіннях, думках, та особливостях сприйняття образів реального світу. |
| Упередження погляду у минуле                                      | Схильність бачити минулі події, як більш передбачувані ніж вони насправді були; також називається ефект «я так і знав». |
| Ефект гумору                                                      | Гумористичні моменти краще запам'ятовуються ніж ті, в яких гумор відсутній, що може пояснюватись виразністю гумору як емоції, більш тривалим часом на ментальну обробку для розуміння гумору, або емоційним збудженням, спричиненим гумором. |
| Ефект ілюзії правди                                               | Люди більш схильні ідентифікувати як правдиві твердження, які вони вже чули (навіть якщо вони свідомо не пригадують, що їх чули), незалежно від того, чи правдивим насправді є твердження. Іншими словами, люди більш охоче вірять знайомому твердженню, ніж незнайомому.                                                                                              |
| Ілюзорна кореляція                                                | Неправильне пригадування зв'язку між двома подіями. |
| Вирівнювання та загострення                                       | Викривлення спогадів, спричинене втратою деталей при пригадування з перебігом часу, що часто збігається з загостренням або селективним пригадуванням певних деталей, що набувають підвищеної ваги по відношенню до деталей, що втрачаються завдяки вирівнюванню. Обидва упередження можуть зростати з перебігом часу або з кожним пригадуванням або переказом спогаду. |
| Ефект довжини переліку                                            | Чим довший перелік, тим відносно менша кількість пунктів у ньому запам'ятовується, але в абсолютному виразі їх кількість все ж зростає. |
| Ефект дезінформації                                               | Спогад про подію стає менш правильним через втручання інформації, отриманої після події. |
| Ефект модальності                                                 | Пригадування останніх пунктів переліку є вищим, коли перелік був людині озвучений, ніж у випадку, коли він був людиною прочитаний самостійно. |
| Ефект настрою                                                     | Ми краще згадуємо інформацію, яка відповідає нашому поточному настрою. |
| Ефект наступного в черзі                                          | Людина в групі, учасники якої розмовляють по черзі, погано пригадує, що сказала людина безпосередньо перед її власною промовою. |
| Ефект часткової підказки                                          | Після того, як людина пригадує один предмет з показаного їй раніше переліку, їй важче пригадати інші. |
| Правило піку та кінця                                             | Люди запам'ятовують не весь досвід протягом його тривання, а як середнє між найбільш інтенсивним його моментом (позитивним або негативним) та тим, як він завершився. |
| Упертість                                                         | Небажане пригадування знову і знову травматичної події. |
| Ефект переваги картинки                                           | Ідея, що поняття, вивчені за допомогою картинок, пригадуються легше і частіше ніж ті, які були прочитані. |
| Ефект позитивності                                                | Старші дорослі у своїх спогадах надають перевагу позитивній інформації перед негативною. |
| Ефект первинності, Ефект нещодавності та Ефект порядкового номера | Найлегше пригадуються предмети з кінця переліку, потім ті, що були спочатку; предмети, які були всередині переліку, навряд чи будуть пригадані. |
| Ефект складності обробки інформації                               | Інформація, про яку потрібно довше читати або більше обдумувати (тобто складніше обробляти), краще пригадується. |
| Ґуля пригадування                                                 | Пригадування більше приватних/особистих подій з віку 12-25 років, ніж з будь-якого іншого періоду життя |
| Рожеві окуляри минулого                                           | Пригадування минулого як кращого, ніж воно було насправді. |
| Ефект власної релевантності                                       | Спогади про себе краще пригадуються ніж ті, що містять таку саму інформацію про інших. |
| Помилка джерела                                                   | Плутання епізодичних спогадів з іншою інформацією, створюючи викривлені спогади. |
| Ефект лагу або Ефект інтервалу                                    | Інформація пригадується краще, якщо вона повторювалась протягом довшого періоду часу, ніж протягом коротшого (при однаковій кількості повторів). |
| Ефект рампи                                                       | Тенденція переоцінювати кількість уваги людей до свого вигляду або поведінки. |
| Упередження стереотипів                                           | Спогади спотворюються стереотипами (напр., расовими або гендерними), напр., в США спостерігалось пригадування імен, що «звучали як імена афроамериканців» як імен злодіїв. |
| Ефект суфікса                                                     | Зменшення ефекту нещодавності шляхом додавання до переліку звукового предмету, який учаснику «не треба» пригадувати. |
| Навіюваність                                                      | Форма помилкової атрибуції, коли ідеї, запропоновані особою, яка запитує, сприймаються за спогад. |
| Ефект телескопії                                                  | Тенденція віддаляти в часі нещодавні події і наближати більш давні, таким чином що нещодавні події видаються більш давніми, а давні — менш давніми. |
| Ефект тестування                                                  | Той факт, що прочитана інформація легше запам'ятовується, коли її переписують, а не перечитують. |
| Феномен на кінчику язика                                          | Коли людина може пригадати частку або пов'язану інформацію, але ніяк не може пригадати саму (повну) інформацію). Вважається, що причиною є «блокування», коли пригадуються декілька схожих понять, які сперечаються між собою. |
| Ефект точності                                                    | «Суть» сказаного згадується краще, ніж точні слова. Це тому, що спогади є уявленнями, а не точними копіями. |
| Ефект фон Ресторф                                                 | Об'єкт, який чимсь виділяється, пригадується частіше ніж звичайні |
| Ефект Зейгарнік                                                   | Незавершені або перервані завдання згадуються краще, ніж завершені. |
| Ефект Мандели(Конфабуляція)                                       | Полягає в збігу спогадів кількох людей, що суперечать реальним фактам. |

### Десять когнітивних викривлень, кореляцією яких займається когнітивна терапія
В 1960-х роках психолог Аарон Бек заснував когнітивну терапію. Він виділив10 когнітивних спотворень, які різною мірою притаманні майже кожній людині.
| Назва                        | Опис |
| ---------------------------- | --- |
| Емоційна логіка              | Замість об'єктивного сприйняття ситуації й оцінки фактів дозволяти емоціям керувати ставленням до ситуації. |
| Нехтування позитивом         | Поводитись так, ніби позитивні події не враховуються.                                                       |
| Ментальний фільтр            | Не помічати позитивних подій у житті й виокремлювати для себе негативні.                                    |
| Надгенералізація             | Вдаватись до узагальнень на основі окремої ситуації, припускаючи, що всі інші - такі самі.                  |
| Поквапні висновки            | Підозрювати найгірше навіть за браком фактів на підтримку такого підходу.                                   |
| Маґніфікація і мінімалізація | Применшувати значення позитивних подій і звертати особливу увагу на негативні.                              |
| Хибні ярлики                 | Навішувати собі та іншим людям хибні та жорстокі ярлики.                                                    |
| Усе або нічого               | Мислити категорично контрастами, не визнаючи нейтральних, середніх варіантів.                               |
| Як має бути                  | Зосереджуватися на тому, як усе мало б бути, замість розібратися з тим, як є.                               |
| Персоналізація               | Звинувачувати себе в тому, що неможливо контролювати.                                                       |

## Загальні теоретичні причини деяких когнітивних упереджень
- Обмежена раціональність — границі оптимізації і раціональності
  - Теорія перспектив
  - Ментальна звітність
  - Адаптивне упередження — прийняття рішення на обмеженій інформації та спотворення їх на основі вартості помилки.
- Заміна атрибуту — прийняття складного і важкого судження, підсвідомо замінюючи його на більш просте[106]
- Теорія атрибуції
  - Викривлення
  - Наївний реалізм
- Когнітивний дисонанс, та пов'язані:
  - Управління враженнями
  -  Теорія самосприйняття
- Евристика у судженнях та прийнятті рішень, включно з:
  - Евристика доступності — оцінка ймовірності на основі того, які спогади більш доступні у пам'яті, що спричиняє викривлення на користь більш яскравих, незвичайних та емоційно забарвлених подій[46]
  - Евристика репрезентативності — оцінка ймовірності на основі схожості[46]
  - Евристика афекту — засновування рішення на емоційній реакції, а не на розрахунку ризиків та вигод[107]
- Деякі теорії емоцій:
  - Двофакторна теорія емоції
  - Гіпотеза соматичних маркерів
- Ілюзія інтроспективи
- Неправильна інтерпретація або неправильне використання статистики; нездатність до рахування.